# Agrotis veda
Agrotis veda är en fjärilsart som beskrevs av Gordon J. Howes 1906. Agrotis veda ingår i släktet Agrotis och familjen nattflyn. Inga underarter finns listade i Catalogue of Life.